# Kostel Panny Marie Ustavičné Pomoci (Přemyšl)
Římskokatolický farní kostel Panny Marie Ustavičné Pomoci (polsky Kościół Matki Bożej Nieustającej Pomocy) se rozhodli postavit obyvatelé čtvrti Błonie (jihozápadní čtvrť Přemyšlu), při setkání 2. prosince 1906.

## Historie
Práce na stavbě začala v roce 1908. Těsně před dokončením výstavby, v roce 1911, se zřítila klenba hlavní lodi. Přesto se podařilo stavbu v tomtéž roce dokončit a byla vysvěcena 19. listopadu 1911. V roce 1926 byla provedena elektroinstalace. V roce 1935 byla zakoupena sousední parcela a provedeny úpravy okolí kostela. V následujícím roce byly provedeny malířské práce interiéru (včetně vestibulu), fasády a úpravy zajišťující ventilaci kostela (v oknech nad sakristii zabudovány mřížky, zprůchodněny otvory v klenbě a ve střešních oknech namontovány žaluzie). Byly také renovovány oltáře a lavice. Dne 21. března 1937 byl kostel dovybaven novou křtitelnicí. kterou vyrobil Teofil Krupiński. U příležitosti 1000. výročí křtu Měška I. (1066), v 60. letech 20. století, byla provedena výmalba interiéru Witoldem Skuliczem. Na klenbě to byly rostlinné a ornamentální motivy, v presbytáři scény figurální.